# Nakielnica (gmina)
Nakielnica – dawna gmina wiejska istniejąca do 1924 roku w woj. łódzkim. Siedzibą władz gminy była Nakielnica.
Za Królestwa Polskiego gmina Brużyca (lub Brużyca Wielka) należała do powiatu łodzińskigo (łódzkiego) w guberni piotrkowskiej. 
W okresie międzywojennym gmina Nakielnica należała do powiatu łódzkiego w woj. łódzkim. Obejmowała miejscowości: Antoniew, Brużyczka-Księstwo, Brużyczka Mała, Huta Aniołów, Jastrzębia Dolna, Jastrzębia Górna, Jedlicze A, Jedlicze B, Kargulec, Karolew, Kontrewers, Leonów, Nakielnica, Okręglik, Piaskowice, Piła, Sokołów i Ustronie.
Jednostkę zniesiono 27 marca 1924 roku, a z jej obszaru (oraz z obszaru zniesionej gminy Brużyca) utworzono nową gminę Brużyca Wielka.